# 木全忠澄
木全忠澄（1534年—1610年12月3日），日本戰國時代至江戶時代初期的武將。父親是木全征詮。

## 出身
本姓紀氏（「瀧川忠征記念碑」（愛知縣稻澤市智元寺））。先祖在壬申之亂以前，從紀伊國移居至美濃國，後來與家臣一同開拓尾張國中島郡的茜部鄉。雖然在附近領有廣大土地，不過在保元之亂、平治之亂中，失去許多領地，更在建久年間，被守護野上成經奪去所有領地，於是隱居在木全村（現今愛知縣稻澤市木全、稻島），並改氏木全。在室町時代，仕於室町幕府，並成為莊長，有木全善鎗和木全一角。
根據寶曆年間編纂的『張州府志』中記載，家祖是木全善鎗。忠征建立的大林寺（名古屋市千種區）中的「瀧川忠征墓誌」上，亦以紀氏為木全氏的本姓。

## 生平
在天文3年（1534年）於尾張國出生。最初仕於織田氏的家臣淺井政貞，後來成為瀧川一益的家老（『寬政重修諸家譜』、『尾張群書系圖部集』）。智謀優秀，擅長槍術，被稱為「木全之槍」（木全の槍）而廣為人知。
特別是在小山的合戰中，以智謀擊破人數多於己方十多倍的敵軍。在織田信長時期，美濃國的國境出現一揆，一揆軍千餘人和鄉士2、3百人侵入尾張；對此，率領將1百人部下，藏於松樹茂密的小山，完全不動；見到如此狀況的人就對此責難，「請木全大人前往迎敵，到底守在山中是什麼意思」（いかに木全殿、敵に遭いて、山に篭られ候は何の意ぞ）「不救援己方，只有一分留心嗎」（味方を救わずして只一分の用心か）；此時，以冷靜的表情回應「如我等人，在此間布陣」（我ら如きものは中辺に構え候），並命令「此處是一揆或勝或負都必然會經過的通道。專心藏匿吧」（ここは一揆の者が勝っても負けても必ず通る道である。じっと隠れておれ）；戰勝的敵軍果然緩緩接近小山，讓其半數軍勢通過後，突然令自軍大叫，因為山中的反響，令人以為有許多兵力，一揆軍大驚；此時，將1百人分成3個部隊，令其中1隊部隊從松樹林中突擊，判斷木全軍只有少數兵力的敵軍停止逃走並返回迎戰，另1隊部隊立即大叫並突進，餘下的1個部隊亦用這個方式突擊，令敵軍失去戰意，多數人戰死，殘兵亦沒有見到後方並敗走。（『尾張志』、『武話碎玉』）
此後，仕於豐臣秀吉，加入小姓組，負責謀略方面，以近侍身份出仕。在慶長15年（1610年）死去。

## 人物
- 在幕末編纂的『尾張名所圖會』中記載，「木全以謀略殺死許多大意的一揆，得到世間讚賞」（木全、謀をめぐらし不意をうちて一揆を多く討ち取り、世の賞賛にあずかりしよし）。

## 子孫
長男忠征仕於瀧川一益，被賜予家名，改為瀧川氏，之後仕於德川家康，仕於家康的兒子兼尾張藩初代藩主德川義直，成為家老，領有6千石，存續至明治時代為止。
其他兒子有木全河內守、木全兵部、友田新右衛門。根據尾張藩的『藩士名寄』中記載，在幕末時期，尾張藩的作事奉行和勘定奉行有木全姓的藩士，明治以後，著名人物有陸軍少將木全良雄、銀行家篠田角太郎等。